# جنسن وير
جنسن وير (بالإنجليزية: Jensen Weir)‏ هو لاعب كرة قدم بريطاني في مركز الوسط، ولد في 31 يناير 2002 في وارينغتون في المملكة المتحدة. شارك مع منتخب اسكتلندا تحت 16 سنة لكرة القدم ومنتخب اسكتلندا تحت 17 سنة لكرة القدم ومنتخب إنجلترا تحت 17 سنة لكرة القدم ومنتخب إنجلترا تحت 18 سنة لكرة القدم. أما مع النوادي، فقد لعب مع ويغان أتلتيك.